# Społeczeństwo otwarte
Społeczeństwo otwarte – społeczeństwo, w którym polityka rządu podlega ocenie społecznej i zmienia się pod jej wpływem. U podstaw społeczeństwa leżą prawa jednostki i wolność stowarzyszeń, sprawy dotyczące społeczności nie są skrywane, a wiedza na ich temat jest ogólnie dostępna.
Cechą charakterystyczną społeczeństwa otwartego jest ruchliwość społeczna. Możliwości awansu zawodowego i społecznego, w tym przechodzenie z jednej warstwy społecznej do drugiej, nie są niczym krępowane, a wręcz pochwalane i oczekiwane.
Pojęcie wprowadzone zostało przez francuskiego filozofa Henriego Bergsona.
Inną charakterystykę społeczeństwa otwartego podał Karl Popper w książce Społeczeństwo otwarte i jego wrogowie (ang. The Open Society and Its Enemies). Wyróżnikiem społeczeństwa otwartego jest możliwość zmiany elit politycznych w sposób pozbawiony przemocy, w przeciwieństwie do społeczeństwa zamkniętego, w którym do zmiany rządu dochodzi w wyniku rewolucji lub zamachu stanu. Zdaniem Poppera, przykładem społeczeństw otwartych są pewne formy demokracji, natomiast przykładem społeczeństw zamkniętych wszelkiego rodzaju totalitaryzmy i dyktatury.
Społeczeństwo otwarte zezwala na swobodną ocenę, krytykę i kontrolę swych działań w trakcie liberalnej i demokratycznej dyskusji. Zmiany społeczne zachodzą drogą „cząstkowej inżynierii społecznej”, czyli modyfikowania tego co złe i utrwalania tego co dobre, nie zaś drogą gwałtownych skoków. Społeczeństwo takie jest kulturowo i religijnie pluralistyczne, co pozwala na wyciągnięcie maksimum korzyści z wielu różnych punktów widzenia dostępnych w takim społeczeństwie.
Popperowska idea społeczeństwa otwartego wywodzi się z jego filozofii nauki – ponieważ nikt nie zna doskonałej formy rządów, najlepszą realnie formą rządu będzie taka, która dopuszcza zmiany swej polityki w jej trakcie.
Wielu zwolenników społeczeństwa otwartego uważa, że motorem jego ewolucji jest społeczeństwo obywatelskie, a zdecydowanie sprzyja mu społeczeństwo informacyjne.